# Abou Issa al-Warraq
Abou Issa al-Warraq, de son nom complet Aboû 'Tsâ Mohammad Ibn Hâroûn al-Warrâq (en arabe : أبو عيسى محمد بن هارون الوراق, 8..? – v. 861,), est un sceptique érudit arabe et critique de l'islam et de la religion en général, ayant vécu au IXe siècle. Il était un élève d'Ibn al-Sarrāj et d'Ibn Douraïd mais aussi mentor et ami de l'érudit Ibn al-Rawandi. Le chercheur et critique de l'islam Ibn Warraq tire son pseudonyme du nom d'al-Warraq.

## Biographie
On sait peu de choses de sa vie. Il serait né à Bagdad à une date inconnue. Il est mort en 247 AH (861-862), si l'on en croit al-Mas'oudi,. Il est possible qu'il soit mort en prison,, mais cette affirmation que l'on ne tient que d'Abou 'Ali al-Joubba'i peut aussi être destinée à ternir sa réputation.

## Œuvre

### Hérésiographie et critique du christianisme
Il était connu comme poète, mais rien de cette partie de son œuvre n'a été conservé. On en sait un peu plus de ses écrits sur la religion, mais principalement par les citations faites par d'autres,. Son livre le plus connu est le Maqālāt, un traité d'hérésiographie dont ach-Chahrastani, al-Ach'ari et al-Baghdadi se sont servi pour décrire les diverses sectes, musulmanes ou non, et qui le reconnaissent comme faisant autorité,. Il a aussi écrit un al-Gharib al-Machriqi (« L'étranger oriental ») où il expose des vues critiques à l'égard de l'islam. Son texte le mieux conservé, par l'intermédiaire de Yahya ibn 'Adi, est sa critique du christianisme, Al-Radd ʿalā l-thalāth firaq min al-Naṣārā (« Réfutation des trois sectes chrétiennes »). Il décrit avec minutie les théories de chacune des Églises d'Orient (jacobite, melchite et nestorienne). Les critiques qui suivent concernent principalement les dogmes de l'Incarnation et de la Trinité. L'exposé objectif et complet de chaque doctrine, guidé par le souci de les analyser sans les caricaturer, donne à penser qu'il a pu procéder de la même façon dans son analyse du manichéisme, dont il nous manque la partie critique ou du judaïsme, dont on devine, grâce à quelques indications fournies par al-Birouni, qu'il l'a étudié avec autant de sérieux. 

### Un chiite ou un manichéen?
Il aurait dans un premier temps adhéré à l'école mou'tazilite. Abd al-Jabbar et al-Ach'ari lui attribuent aussi des sympathies pour le chiisme. En effet, il aurait écrit plusieurs livres sur l'imamat : le Kitab al-majalis, un Al-Imama et un Kitab al-saqifa, dont le titre fait référence au lieu où (en) s'est jouée la succession du prophète Mahomet. Pourtant, il s'est attiré leurs critiques en reprochant au calife 'Ali d'avoir du sang sur les mains,. Cette critique pourrait être l'expression d'un interdit manichéen. Il est en effet accusé par al-Khayyat d'être dualiste - manichéen ou mazdéen. Pourtant, ni al-Ach'ari ni al-Mas'oudi n'en font mention. En outre, le dualisme n'a pas échappé à ses critiques, puisqu'il a écrit un Kitab al-radd 'ala 'l-majus (« Réfutation des Mages ») et un Kitab iqtisas madhahib ashab al-ithnayn wa al-radd 'alayhim (« Les faits sur les croyances des dualistes et leur réfutation »),. C'est peut-être son souci d'exposer les doctrines sans polémique ni parti-pris qui lui a valu ces reproches. Les historiens sont partagés sur cette question. Sarah Stroumsa (en) le classe parmi les manichéens, tandis que pour Louis Massignon, c'est un libre-penseur. Colpe (de) pense que c'est un manichéen qui ne pouvait pas ouvertement professer sa foi. David Thomas pense que son refus du sectarisme a suggéré qu'il adhérait aux doctrines qu'il exposait ; son intérêt pour des religions non musulmanes, ajouté à un point de vue critique envers l'islam, l'ont rendu suspect.

## Points de vue sur les religions révélées

### Critique de la prophétie
Al-Warraq conteste la notion de la religion révélée. Il fait valoir que si les humains sont capables de comprendre que, par exemple, il est bon de pardonner, alors un prophète est inutile, et que nous ne devrions pas tenir compte des revendications des prophètes auto-proclamés, si ce qui est demandé est jugé contraire au bon sens et à la raison. Il émet donc des doutes sur les revendications dépeignant Mahomet comme un prophète. Il souligne que la chaîne des garants qui rapportent les faits miraculeux ne constituent pas une preuve, en raison de la faillibilité de tout témoignage. En outre, il conteste le caractère probant des miracles, qui ne prouvent tout au plus que notre ignorance des lois de la nature. Al-Warraq portait également un fort intérêt pour la science[réf. nécessaire].

### Abou Issa athée?
La formule « celui qui ordonne à son esclave de faire des choses qu'il sait lui être incapable de le faire, puis le punit pour cela, est un imbécile » ne peut cependant pas être utilisée pour prouver qu'il était athée. Sarah Stroumsa ne la cite pas dans ce but, mais pour démontrer qu'al-Warraq était manichéen. Le vocabulaire (safih, qu'elle traduit par fool) et l'argument de l'injustice de Dieu lui semblent typiques du dualisme manichéen. En outre, il s'agit d'un passage du Kitab al-gharib dont il ne nous reste que des fragments, qui concerne l'islam en particulier et non la religion en général, de sorte qu'il est délicat d'en tirer des conclusions définitives. Abd al-Jabbar suggère que cette critique de la prophétie pourrait avoir pour but d'affaiblir le rôle de la tradition au profit de celui de l'imam, infaillible et inspiré. Si l'on suit cette idée, elle conduit à voir en al-Warraq un adhérent du chiisme plutôt qu'un athée.  
Dominique Urvoy cite aussi cette phrase. Il conclut qu'al-Warraq est critique à l'égard de toute révélation, qui ne repose finalement que sur le témoignage et le miracle. Son but, dans son analyse critique du christianisme comme de l'islam et du dualisme, pourrait être de débarrasser ces religions de tout ce qui relève de la tradition, du mythe et de l'image, pour n'en conserver que la structure rationnelle. Une hypothèse est qu'al-Warraq est un déiste, qui croyait en un monothéisme rationnel, c'est celle de David Thomas. Ce dernier voit dans la critique du dogme de la Trinité par Abou Issa une profession de foi implicite en un Dieu unique,.  
Sa critique de la prophétie témoigne de son exigence de rationalité : il exclut le miracle comme preuve ; ce qui prouve l'authenticité d'un prophète, ce ne sont pas les prodiges qu'il accomplit, mais la conformité de son enseignement avec la raison. C'est la raison qui est le critère. On peut voir l'expression de cette exigence dans le fait qu'au sujet d'un dogme musulman (la négation de la réalité de la crucifixion du Christ), il préfère se ranger à l'opinion consensuelle, celle des juifs et des chrétiens.  
L'autre hypothèse est celle de Sarah Stroumsa : c'était un manichéen qui dissimulait sa véritable foi. Elle en veut pour preuve le titre même du al-Gharib al-machriqi : cet « étranger venu d'Orient » n'est pas seulement, selon elle, un porte-parole dont l'auteur se sert pour se distancier des opinions non orthodoxes qu'il exprime, c'est un thème typique de la mythologie manichéenne.  
Ce qui ne fait aucun doute, c'est la curiosité et l'intérêt dont il fait preuve à l'égard du phénomène religieux. Urvoy conclut qu'il n'adhérait certainement pas à un « scepticisme généralisé », pas davantage qu'à la « négation du fait religieux », mais que « le fond des cœurs reste inaccessible ».  